# Vorotnavan
Vorotan-2 là một đô thị thuộc tỉnh Syunik, Armenia. Dân số ước tính năm 2011 là 238 người.